# Hipólito Casiano Matute Zepeda
El Doctor Hipólito Casiano Matute Zepeda (Tegucigalpa, 13 de agosto de 1807- 23 de diciembre de 1867) fue uno de los primeros médicos hondureños del siglo XIX, además de ser el Segundo Rector de la Universidad Nacional Autónoma de Honduras.

## Vida
Fue hijo del matrimonio entre Domingo Matute y María Josefa Zepeda, siendo padres influyentes, el joven Hipólito Casiano Matute se trasladó a Guatemala a realizar sus estudios superiores en la Universidad de San Carlos de Borromeo, por el motivo de no existir un centro de estudios en Honduras, ya egresado como Licenciado en Medicina en 1836 y radicado en la ciudad de Tegucigalpa, posterior a la epidemia de cólera morbus que azotó a Honduras en 1833 vía Departamento de Santa Bárbara y con antecedentes principales en Belice, en ese entonces el jefe de Estado de Honduras general Joaquín Rivera dictó medidas sanitarias a partir del 14 de febrero de ese año, dentro de las cuales se organizaban las Juntas de Sanidad y estaban compuestas por los médicos Miguel Antonio Robelo e Hipólito Casiano Matute Zepeda en la Tegucigalpa y los médicos Pedro de La Rocha y Carlos Joaquín Herrera en Comayagua
En 1841 junto con el doctor Miguel Antonio Robelo se enfrentaron a un brote epidémico de viruela que asoló a la comunidad. El doctor Hipólito, estaba dentro de los médicos practicantes reconocidos por la Universidad Nacional de Honduras en 1847, junto a él, también se reconocía al doctor Carlos Leré (francés), Santiago A. Wills (inglés), Pedro Coyrnay de Saint V.(francés), Cornelio Lazo Arriaga (hondureño), Eduardo Prudot (francés), Carlos Joaquín Herrera (ecuatoriano) y a Pedro de La Rocha (nicaragüense). El doctor Matute estuvo dentro de la organización de la universidad nacional, el Rector era José Trinidad Reyes Sevilla, el 1.er Director el licenciado Pío Ariza, el 2.º Director licenciado Hipólito Casiano Matute Zepeda, 3.er Director licenciado Cornelio Lazo Ordáz y 4.º Director el Bachiller Alejandro Flores.
Se convirtió en 1855 en el Segundo Rector sucediendo ocho años después al fundador de la misma, el presbítero José Trinidad Reyes.

## Personal
Hipólito Casiano Matute fue padre de varios hijos, primeramente con María Cirila Josefa Brito (Tegucigalpa, 1816-¿?) procreó a Carlos Brito (Tegucigalpa, 1836-1921), y casado que estuvo con Apolonia Gutiérrez (Tegucigalpa, 1820-¿?) con quien procreó a Dionisio Gutiérrez (1853-1935) que llegaría a ser Vicepresidente de Honduras, y con Mercedes Brito (1821-¿?) tuvo a: María Soledad, José Luis Ramón, Adán María Silverio, Petrona Manuela, Mercedes, Hipólito Clemente de Jesús, María Mercedes de Jesús, María Josefa, Petronila Micaela, María Josefa Braulía, Ester Micaela de apellidos Matute Brito.